# Мігель Мартінес
Мігель Мартінес Паласіос (ісп. Miguel Martínez Palacios; нар. 23 березня 1991, Сантьяго-де-Куба, провінція Сантьяго-де-Куба) — кубинський борець греко-римського стилю, чотириразовий чемпіон Панамериканських чемпіонатів, бронзовий призер Панамериканських ігор, учасник Олімпійських ігор.

## Життєпис
Боротьбою почав займатися з 2003 року.
Виступав за борцівський клуб «Серро Пеладо» Гавана. Тренери — Рауль Трухільйо, Карлос Уласія.

## Спортивні результати на міжнародних змаганнях

### Виступи на Олімпіадах
| Змагання                    | Збірна | Вагова категорія                 | Місце |
| --------------------------- | ------ | -------------------------------- | ----- |
| Літні Олімпійські ігри 2016 | Куба   | греко-римська боротьба, до 66 кг | 12    |

### Виступи на Чемпіонатах світу
| Змагання                        | Збірна | Вагова категорія                 | Місце |
| ------------------------------- | ------ | -------------------------------- | ----- |
| Чемпіонат світу з боротьби 2015 | Куба   | греко-римська боротьба, до 66 кг | 30    |
| Чемпіонат світу з боротьби 2017 | Куба   | греко-римська боротьба, до 66 кг | 24    |

### Виступи на Панамериканських чемпіонатах
| Змагання                                   | Збірна | Вагова категорія                 | Місце  |
| ------------------------------------------ | ------ | -------------------------------- | ------ |
| Панамериканський чемпіонат з боротьби 2014 | Куба   | греко-римська боротьба, до 66 кг | Золото |
| Панамериканський чемпіонат з боротьби 2015 | Куба   | греко-римська боротьба, до 66 кг | Золото |
| Панамериканський чемпіонат з боротьби 2016 | Куба   | греко-римська боротьба, до 66 кг | Золото |
| Панамериканський чемпіонат з боротьби 2017 | Куба   | греко-римська боротьба, до 66 кг | Золото |

### Виступи на Панамериканських іграх
| Змагання                  | Збірна | Вагова категорія                 | Місце  |
| ------------------------- | ------ | -------------------------------- | ------ |
| Панамериканські ігри 2015 | Куба   | греко-римська боротьба, до 66 кг | Бронза |

### Виступи на інших змаганнях
| Змагання                                                     | Збірна | Вагова категорія                 | Місце  |
| ------------------------------------------------------------ | ------ | -------------------------------- | ------ |
| Центральноамериканські і Карибські ігри 2014 (Веракрус)      | Куба   | греко-римська боротьба, до 66 кг | Золото |
| Кубок Гранми з боротьби 2012                                 | Куба   | греко-римська боротьба, до 66 кг | Бронза |
| Cerro Pelado International 2013                              | Куба   | греко-римська боротьба, до 66 кг | 5      |
| Кубок Гранми з боротьби 2014                                 | Куба   | греко-римська боротьба, до 66 кг | Золото |
| Кубок Гранми з боротьби 2015                                 | Куба   | греко-римська боротьба, до 66 кг | Срібло |
| Олімпійський кваліфікаційний турнір з боротьби 2016 (Фріско) | Куба   | греко-римська боротьба, до 66 кг | Срібло |
| Кубок Гранми з боротьби 2016                                 | Куба   | греко-римська боротьба, до 71 кг | Золото |
| Кубок Владислава Пітласинські 2016                           | Куба   | греко-римська боротьба, до 66 кг | Бронза |
| Гран-прі Іспанії з боротьби 2016                             | Куба   | греко-римська боротьба, до 66 кг | Золото |
| Золотий Гран-прі з боротьби 2016                             | Куба   | греко-римська боротьба, до 66 кг | 8      |
| Cerro Pelado International 2017                              | Куба   | греко-римська боротьба, до 66 кг | Бронза |
| Турнір Івана Піддубного 2018                                 | Куба   | греко-римська боротьба, до 67 кг | 14     |
| Cerro Pelado International 2018                              | Куба   | греко-римська боротьба, до 67 кг | Срібло |
| Кубок Гранми і Серро-Пеладо з боротьби 2020                  | Куба   | греко-римська боротьба, до 77 кг | 5      |